# سید محمود هاشمی شاهرودی
سیّد محمود هاشمی شاهرودی (۲۴ مرداد ۱۳۲۷ – ۳ دی ۱۳۹۷) سیاستمدار ایرانی زادهٔ عراق، از مراجع تقلید شیعه، سومین رئیس مجمع تشخیص مصلحت نظام، پنجمین رئیس قوه قضائیه، رئیس هیئت عالی حل اختلاف و تنظیم روابط قوای سه‌گانه، عضو فقیه شورای نگهبان، نائب‌رئیس اول مجلس خبرگان رهبری، عضو جامعه مدرسین حوزه علمیه قم، عضو مجمع جهانی تقریب مذاهب اسلامی و مجمع جهانی اهل بیت  و رئیس مؤسسهٔ «دائرةالمعارف فقه اسلامی بر طبق مذهب اهل بیت» بود.
وی در مرداد ماه ۱۳۹۰، طی حکمی از سید علی خامنه‌ای، به عنوان رئیس هیئت عالی حل اختلاف و تنظیم روابط قوای سه‌گانه منصوب شد و این سمت را تا پایان عمر عهده‌دار بود. هاشمی شاهرودی، سابقه ریاست قوه قضائیه جمهوری اسلامی ایران از سال ۱۳۷۸ تا ۱۳۸۸ و ریاست مجلس اعلای انقلاب اسلامی عراق را نیز داشت. درتاریخ ۲۳ مرداد ۱۳۹۶ طی حکمی از سید علی خامنه‌ای، هاشمی شاهرودی به عنوان رئیس مجمع تشخیص مصلحت نظام منصوب شد.
وی در نجف پس از اتمام دروس سطح حوزه، در دهه ۱۳۵۰ از شاگردان خاص درس خارج فقه و اصول سیدمحمدباقر صدر بود و از وی اجازه اجتهاد اخذ کرد. همچنین از دروس استادان دیگر نظیر سید ابوالقاسم خویی و سید روح‌الله خمینی بهره برد. وی پس از مراجعت به قم از سال ۱۳۵۸ به تدریس خارج فقه و اصول پرداخت.

## زندگی

### تولّد و کودکی

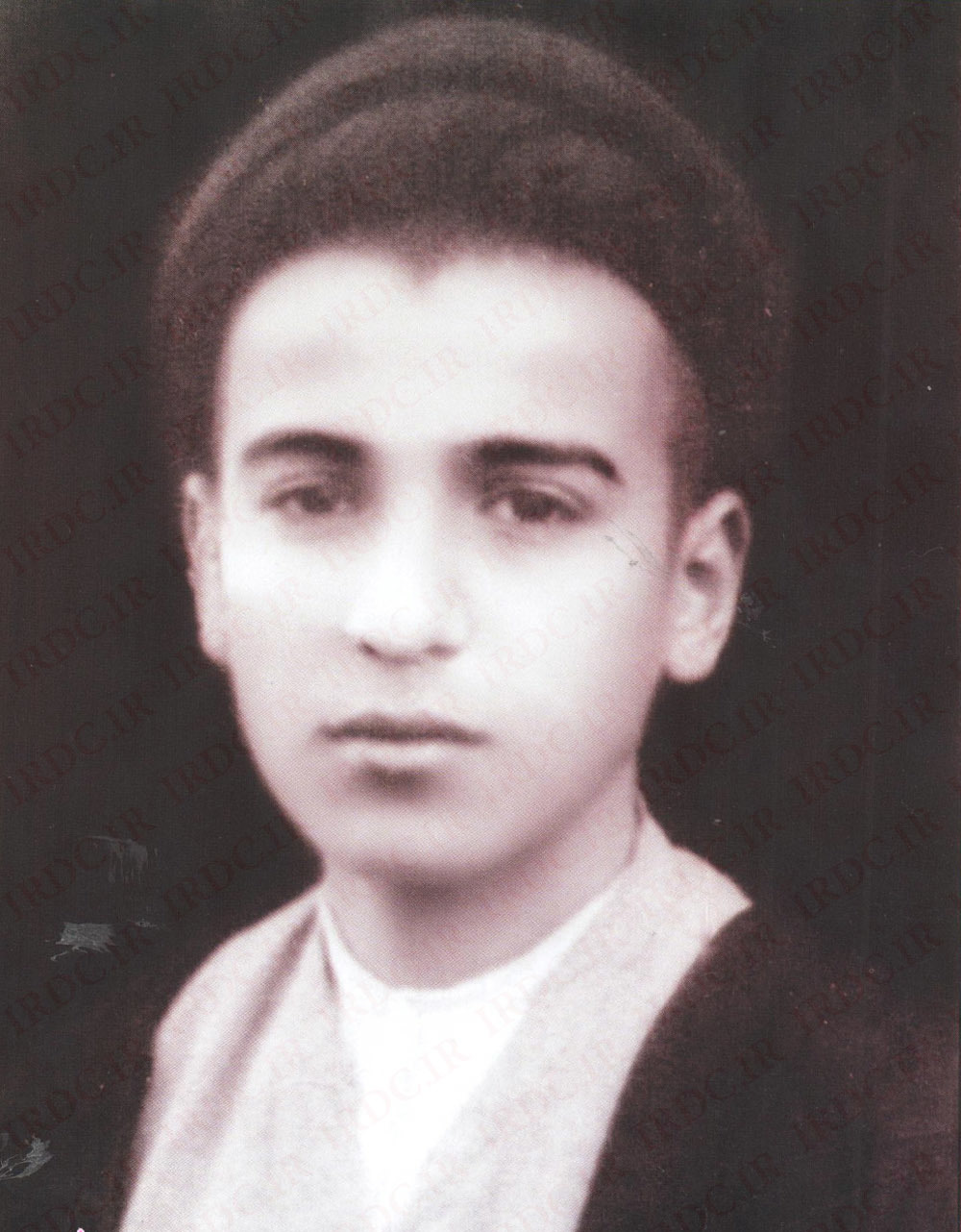
سید محمود هاشمی شاهرودی در سنین نوجوانی

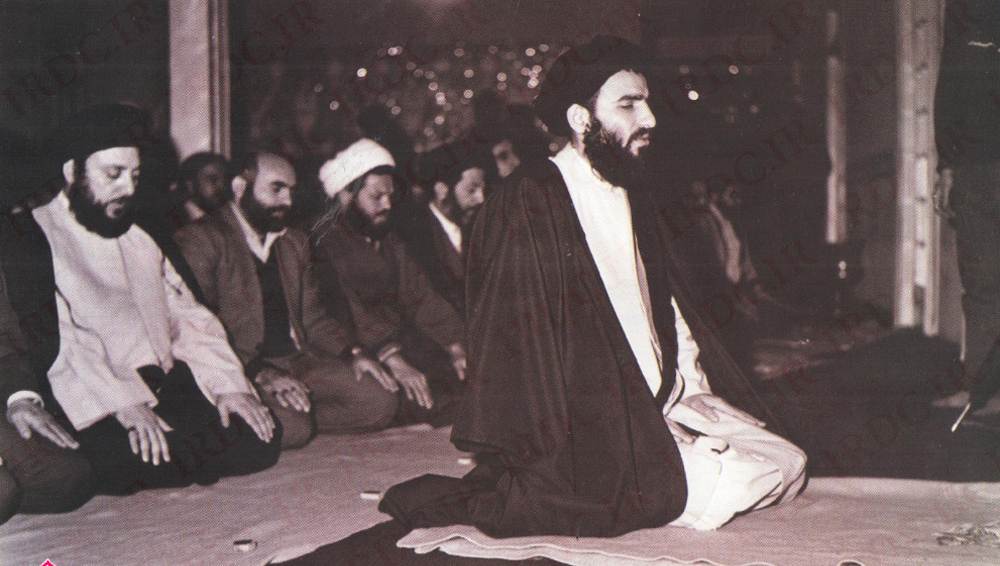
اقامه نماز به امامت سید محمود هاشمی شاهرودی و اقتدای سید محمدباقر حکیم به او

سید محمود هاشمی شاهرودی در ۲۴ مرداد سال ۱۳۲۷ در شهر نجف اشرف و در خانواده‌ای مذهبی چشم به جهان گشود.

### خانواده
پدر او سید علی حسینی شاهرودی، از استادان و بزرگان حوزه علمیه نجف بود. وی از شاگردان برجسته سید ابوالقاسم خویی بود که بحث‌های اصول و فقه او را به رشته تحریر درآورد. مادرش فرزند سید علی مددی موسوی قائنی از علمای دینی و از اهالی روستای سیدان استان خراسان جنوبی بود. که سالهای متمادی در شهر مشهد، به تدریس در حوزه علمیه و برپایی نماز جماعت در حرم امام رضا می‌پرداخت.
سه تن از برادران او به‌نام‌های سید هادی، سید مصطفی و سید محسن، در دوران حکومت بعث عراق دستگیر و اعدام شدند که تا کنون اثری از ایشان یافت نشده‌است. سید مصطفی که سابقه تحصیلات دامپزشکی در دانشگاه بغداد را داشت، توسط نیروهای بعثی عراق دستگیر، شکنجه و روانه زندان شد. در نهایت در سال ۱۹۸۰ میلادی توسط گروهی از افسران سازمان امنیت به سرپرستی «سروان غالب دوری» به نقطه نامعلومی منتقل شد که تا کنون خبری از وی به دست نیامده است. سید هادی که فارغ‌التحصیل دانشکده اصول‌الدین بغداد و مسلط به چهار زبان زنده دنیا بود، در سال ۱۹۸۰ طی دستگیری‌های گسترده مردم عراق توسط حکومت بعث، در محل کارش در بغداد دستگیر و به اداره کل امنیت منتقل شد. وی توسط «سعدون صبری» و «رائد عامر» مورد شکنجه قرار گرفته و کشته شد و تا کنون اثری از او به‌دست نیامده است. سومین برادر وی سید محسن نیز پس از دستگیری محمدباقر صدر، در محل کارش در بغداد دستگیر و زیر شکنجه‌های نیروهای بعثی کشته شد و مانند دو برادر دیگرش تا کنون اثری از او پیدا نشده‌است.
سید علی خامنه ای رهبر ایران در پیام تسلیت خود به مناسبت درگذشت سید محمود هاشمی شاهرودی ضمن اشاره به برادران او، از وی با عنوان «برادر سه شهید» یاد کرد.

### دوران تحصیل
وی تحصیلات ابتدایی را در مدرسه علویه نجف به پایان رساند و سپس به تحصیلات حوزوی پرداخت. وی با توجه به هوش و توان علمی بالای خود توانست در مدتی اندک، دروس دوره سطح را به پایان برساند.
پس از آن به درس سید محمدباقر صدر رفت. او تنها شخصی است که از صدر اجازهٔ اجتهاد کتبی دارد. وی در کلاس‌های درس سیّد روح‌الله خمینی و سید ابوالقاسم خویی و سید محمد حسینی شاهرودی هم حضور داشت.

### فساد مالی
«عباس پالیزدار»، سیاستمدار افشاگر فساد مقام‌های ارشد جمهوری اسلامی ایران در یک مصاحبه کم‌سابقه، منصوبان «علی خامنه‌ای» را به فساد بسیار گسترده متهم کرد. به گفته او: "معدن طلای موته اصفهان و چند معدن دیگر در اختیار خانواده «هاشمی شاهرودی» قرار گرفته بود."او بعدها این مطالب را گفته هایی از سر عصبانیت خواند.

### بیماری و سفر به آلمان
هاشمی شاهرودی در اردیبهشت ۱۳۹۶ به‌دلیل بیماری در یکی از بیمارستان‌های تهران مدتی بستری شد. برخی دیگر از مقامات از جمله رهبر ایران از او عیادت کردند. پزشک معالج شاهرودی دلیل جراحی او را «بیماری گوارشی نسبتاً شایع» عنوان کرده‌بود. در دی ماه ۱۳۹۶ پسر شاهرودی اعلام کرد او برای ادامهٔ معالجات به خارج از کشور سفر کرده ولی به کشوری که او به آن رفته اشاره‌ای نکرد. روزنامه هانوفریشه آلگماینه در ۴ ژانویه ۲۰۱۸ گزارش داد محمود شاهرودی هم‌اکنون در بنیاد علمی بین‌المللی علوم مغز و اعصاب در هانوفر آلمان به سر می‌برد.
سپس خبرگزاری‌ها ضمن تأیید این خبر، عکسی از شاهرودی به‌همراه سمیعی که ریاست این مرکز را بر عهده دارد، منتشر کردند. هم‌زمان تعدادی از ایرانیان مقیم آلمان در برابر کلینیک علوم مغز و اعصاب دست به تظاهرات زدند. پس از این اعتراضات و نقدهای وارد شده به مجید سمیعی پزشک و جراح مغز و اعصاب ایرانی، ایشان با بخش فارسی بی‌بی‌سی مصاحبه‌ای انجام داد و در آن ادعا کرد که به دلیل دوری از سیاست، وی را نمی‌شناخته‌است. در ادامه هم با انتشار پستی در اینستاگرامش نوشت که «هر پزشکی که در معالجه بیمارش جنس، نژاد، گرایش جنسی، سیاسی یا هر مولفهٔ دیگری را لحاظ کند می‌باید کار طبابت را کنار بگذارد». با بالا گرفتن اعتراض‌ها گزارش شد که فولکر بک، عضو حزب سبزها و نمایندهٔ پیشین پارلمان آلمان، از محمود شاهرودی به صورت رسمی به اتهام «قتل» و «جنایت علیه بشریت» شکایت کرده‌است. اما شکایت به سرانجام مشخصی نرسید و هاشمی شاهرودی دو روز بعد خاک آلمان را به مقصد ایران ترک کرد.
او بعداً در مصاحبه‌ای اعلام کرد که به اصرار پزشکان به آلمان سفر کرده و خودش مخالف آن بوده‌است. روزنامه‌های «بیلد» و «هانوفرشه آلگماینه» خبر از ابتلای او به تومور مغزی داده‌اند.

به گزارش ایرنا، سید محمود هاشمی شاهرودی پس از بازگشت از آلمان در یک نشست خبری گفت: 
«در مشهد و تهران به دکتر مراجعه کردم و در بیمارستان ساسان ۲ عمل جراحی داشتم که بعد از مدتی مشکل دیگری در کلیه چپ من ایجاد شد که پزشکان بر سر معالجه من دچار اختلاف‌نظر شدند. برخی از آن‌ها بر عمل جراحی اصرار داشتند و برخی اعتقاد به جراحی نداشتند. بالاخره به دلیل غده دوم که بزرگ‌شده بود، مجبور شدم عمل کنم و این عمل را در بیمارستان ساسان انجام دادم. همین اختلاف‌نظرهای پزشکان باعث شد هم بستگان و هم پزشکان اصرار کنند معالجه را در خارج از کشور دنبال کنم که به همین دلیل مدارک پزشکی به خارج از کشور فرستاده شد.»
 بعدها محمدرضا باهنر، قصور پزشکی دربارهٔ سید محمود هاشمی شاهرودی را افشا کرد، به گفته او در یکی از عمل‌های جراحی که بر روی هاشمی شاهرودی صورت گرفت، به جای غده؛ کلیه را از بدن او خارج کردند.

### وخامت حال و درگذشت

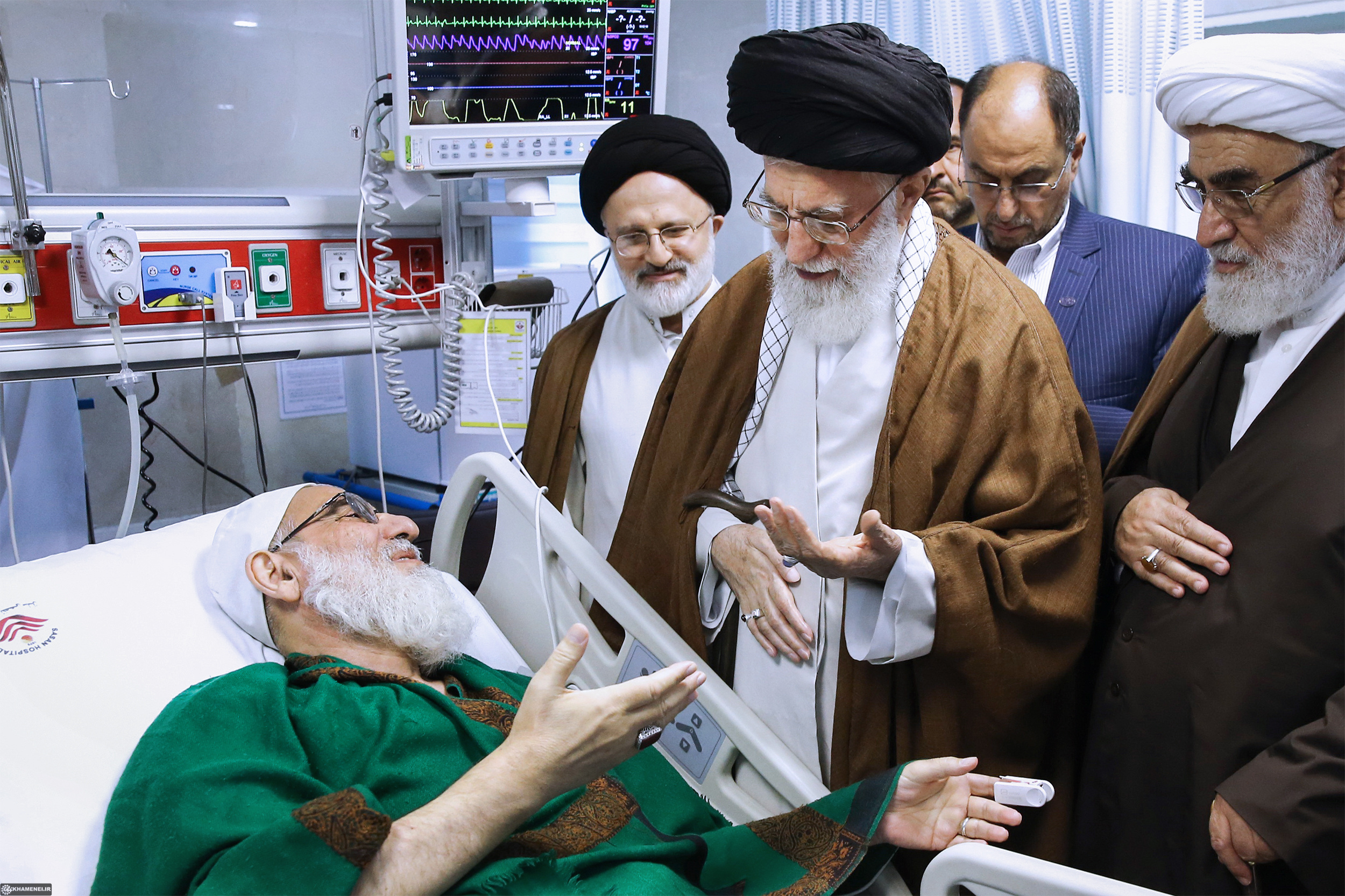
عیادت سید علی خامنه‌ای از هاشمی شاهرودی

در ۲ دی ۱۳۹۷ تعدادی از رسانه‌های فارسی‌زبان حال او را وخیم گزارش کردند. طبق نوشتهٔ ایسنا، شاهرودی پس از ۱۶ تیر ۱۳۹۷ دیگر در جلسات مجمع تشخیص مصلحت حضور نیافت.
سید محمود هاشمی شاهرودی در ۳ دی ۱۳۹۷ در بیمارستان خاتم‌الانبیا تهران درگذشت.
بلافاصله پس از مرگ او سید علی خامنه‌ای، حسن روحانی، علی لاریجانی و صادق لاریجانی درگذشت او را تسلیت گفتند.

#### تشییع و خاک‌سپاری

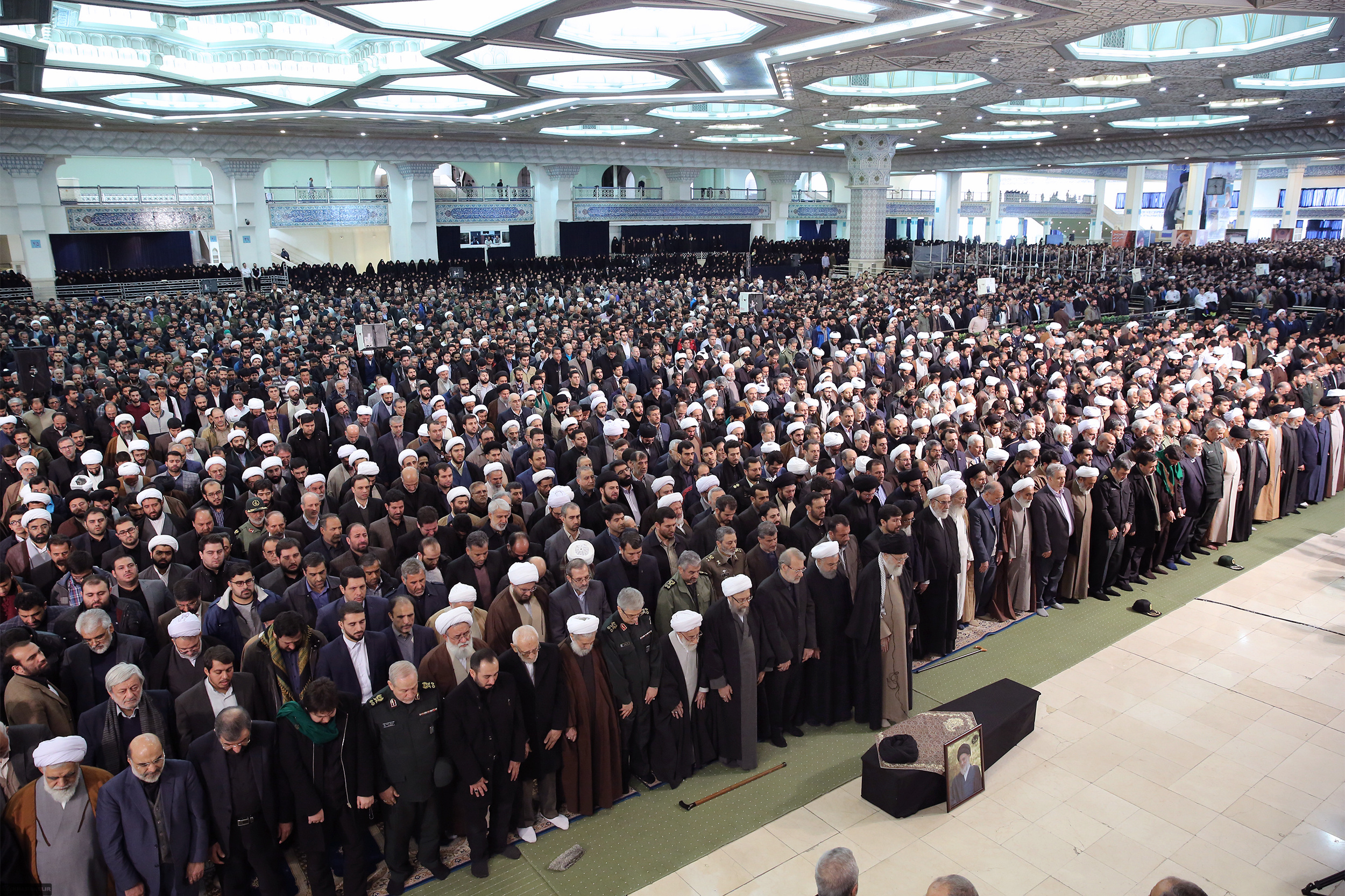
اقامه نماز بر پیکر سید محمود هاشمی شاهرودی توسط سید علی خامنه‌ای در مصلی تهران

مراسم تشییع و اقامه نماز بر پیکر سید محمود هاشمی شاهرودی، صبح روز چهارشنبه ۵ دی ۱۳۹۷ در مصلی تهران برگزار شد. در این مراسم سید علی خامنه‌ای رهبر جمهوری اسلامی بر پیکر وی نماز اقامه کرد. ظهر همان روز پیکر وی به قم منتقل شده و از مسجد امام حسن عسکری تا حرم فاطمه معصومه تشییع و در مسجد بالاسر در کنار قبور علما به خاک سپرده شد.

## فعالیت‌ها و آثار

### فعالیت‌های سیاسی

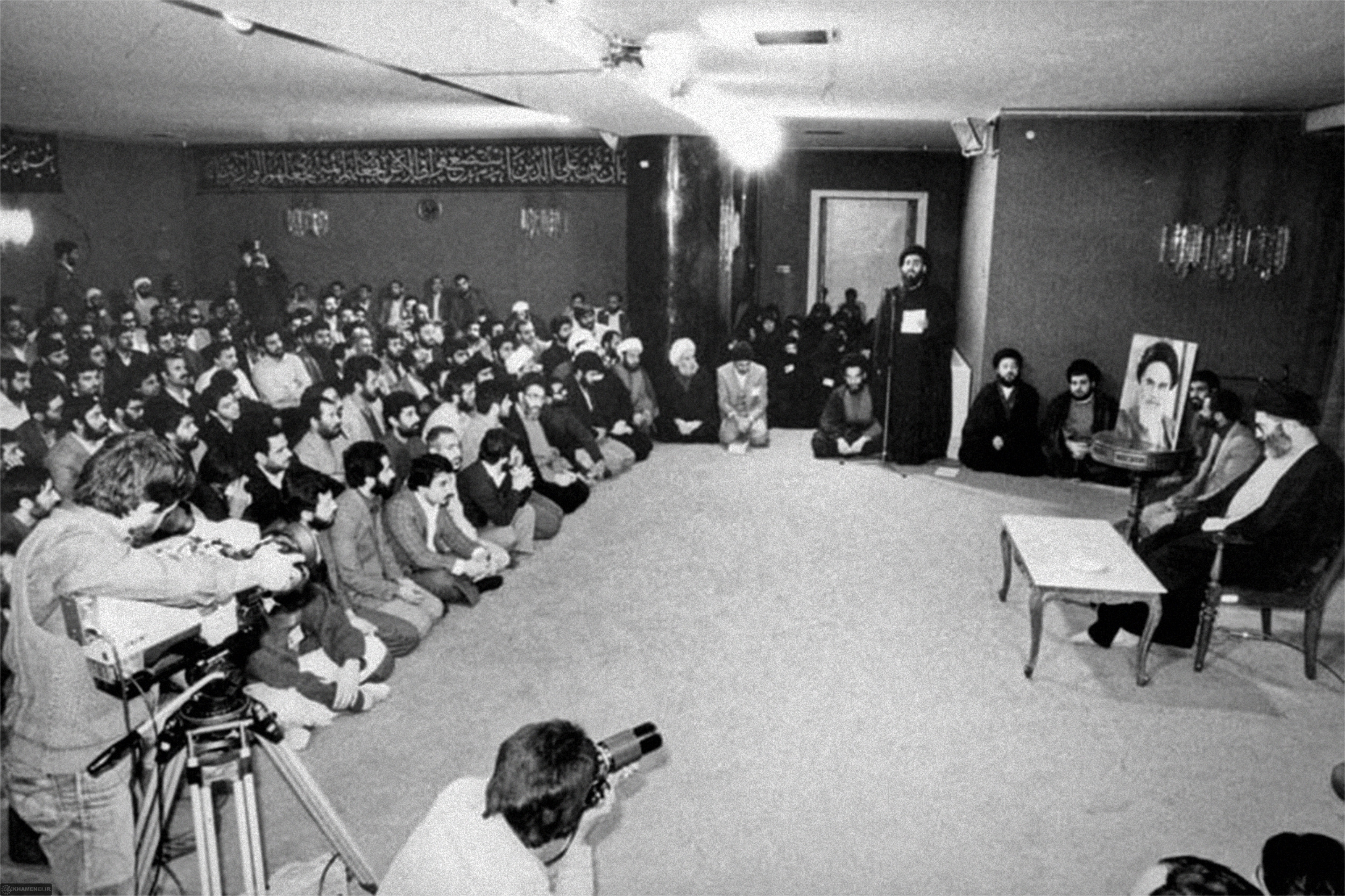
سخنرانی هاشمی شاهرودی در دیدار اعضای مجلس اعلای انقلاب اسلامی عراق با سید علی خامنه‌ای، ۳۱ فروردین ۱۳۶۱

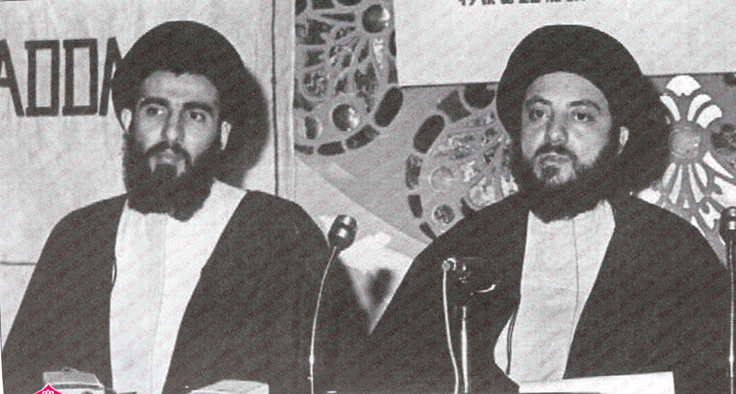
هاشمی شاهرودی در کنار سید محمدباقر حکیم در کنفرانس جنایات صدام

در سال ۱۳۵۳، حکومت وقت عراق با حمله به حوزه علمیه نجف، جمعی از علما به ویژه روحانیون ایرانی و شاگردان صدر را دستگیر و زندانی کرد. آقای هاشمی شاهرودی از جمله کسانی بود که روانه زندان شد اما پس از مدتی با وساطت مراجع وقت توانست آزاد شود.
سید محمود هاشمی شاهرودی پس از پیروزی انقلاب ۱۳۵۷ در ایران به ایران آمد و رابط سید روح‌الله خمینی و سید محمدباقر صدر گردید و پیام‌های مراجع تقلید ساکن شهر نجف را به روح‌الله خمینی می‌رساند. او همچنین تشکیلاتِ جامعه روحانیت مبارز و مجلس اعلای عراق را به راه انداخت و مدتی آن را مدیریت و سازمان‌دهی کرد.

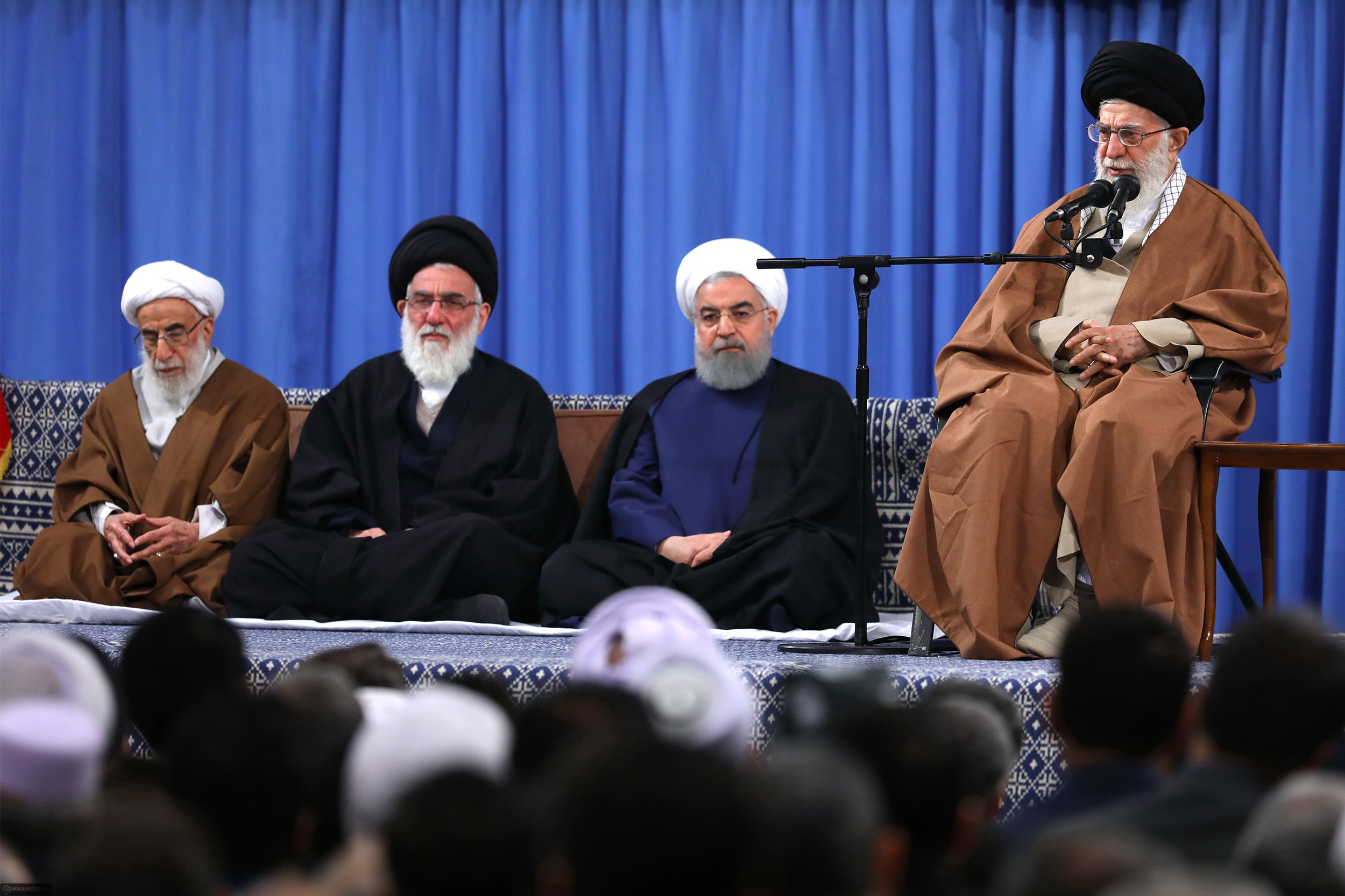

سید محمود هاشمی شاهرودی سال‌ها از اعضای شورای نگهبان بود تا اینکه با حکم سید علی خامنه‌ای در ۴ مرداد ۱۳۷۸ به ریاست قوه قضائیه ایران منصوب شد و تا سال ۱۳۸۸ این منصب را در اختیار داشت.
وی پس از محمد یزدی عهده‌دار این منصب شد. یزدی به مدت ده سال عهده‌دار این منصب بود.
از برنامه‌های قوه قضائیه در دوره ریاست هاشمی شاهرودی توسعه قضایی تدوین لوایح قضایی و تأسیس شوراهای حل اختلاف بود.
وی در سال ۱۳۷۸ به عضویت شورای عالی انقلاب فرهنگی درآمد و پس از پایان دوره ریاست در قوه قضائیه به عضویت در شورای نگهبان و مجمع تشخیص مصلحت نظام منصوب گشت. همچنین در مردادماه سال ۱۳۹۰ سید علی خامنه‌ای در حکمی سید محمود هاشمی شاهرودی را به ریاست هیئت عالی حل اختلاف و تنظیم روابط قوای سه‌گانه منصوب نمود.
علی‌اکبر ناطق نوری در خاطراتش مطرح می‌کند: «آیت‌الله سید محمود هاشمی شاهرودی نه جزء جناح راست و چپ بوده و نه در یک فراکسیونی می‌باشد …» هاشمی شاهرودی به عنوان یکی از گزینه‌های احتمالی برای رهبری آینده جمهوری اسلامی محسوب می‌شد.

### مناصب سیاسی و اجتماعی
- ریاست مجمع تشخیص مصلحت نظام
- عضو مجمع جهانی اهل بیت
- عضو مجمع جهانی تقریب مذاهب اسلامی
- رئیس و مؤسس مؤسسه دائرة المعارف فقه اسلامی بر مذهب اهل بیت
- عضو و نائب رئیس مجلس خبرگان رهبری
- عضو و نائب رئیس مجمع تشخیص مصلحت نظام
- عضو جامعه مدرسین حوزه علمیه قم
- عضو فقهای شورای نگهبان
- رئیس قوه قضائیه
- رئیس هیئت عالی حل اختلاف و تنظیم روابط قوای سه‌گانه[۵۳]

### برنامه توسعه قضایی
یکی از برنامه‌های قوه قضائیه در دوره ریاست هاشمی شاهرودی تحت عنوان توسعه قضایی تدوین لوایح قضایی بوده‌است که عبارتند از :
1. لایحه قانون مجازات اسلامی (کلیات، حدود، قصاص و دیات) که تحت عنوان قانون مجازات اسلامی در سال ۱۳۹۲ به تصویب نهایی مجلس رسید.[۵۴]
2. لایحه آیین دادرسی کیفری که تحت عنوان قانون اصلاح قانون آیین دادرسی کیفری در سال ۱۳۹۴ به تصویب مجلس رسید.[۵۵]
3. لایحه رسیدگی به جرائم اطفال و نوجوانان؛ بعداً در قالب موادی از قانون مجازات اسلامی و قانون آیین دادرسی کیفری به تصویب مجلس شورای اسلامی رسید.
4. لایحه پیشگیری از وقوع جرم که تحت عنوان قانون پیشگیری از وقوع جرم در سال ۱۳۹۴ به تصویب مجلس رسید.[۵۶]
5. لایحه جرائم رایانه ای که تحت عنوان قانون جرائم رایانه ای در سال ۱۳۸۸ به تصویب مجلس رسید.[۵۷]
6. قانون اصلاح قانون بیمه اجباری مسئولیت مدنی دارندگان وسیله نقلیه موتوری زمینی مصوب ۱۳۴۷ که در سال ۱۳۸۷ به تصویب مجلس رسید[۵۸]
7. قانون شوراهای حل اختلاف که ابتدا در سال ۱۳۸۷ برای اجرای آزمایشی به تصویب مجلس رسید و نهایتاً در سال ۱۳۹۴ به تصویب نهایی رسید.[۵۹]
8. لایحه نحوه اجرای محکومیت‌های مالی که تحت عنوان قانون نحوه اجرای محکومیت‌های مالی در سال ۱۳۹۴ به تصویب مجلس رسید.[۶۰]
9. لایحه حمایت از خانواده که تحت عنوان قانون حمایت از خانواده در سال ۱۳۹۱ به تصویب مجلس رسید.[۶۱]
10. لایحه پیش فروش ساختمان که تحت عنوان قانون پیش فروش ساختمان در سال ۱۳۸۹ به تصویب مجلس رسید.[۶۲]
11. لایحه آیین دادرسی دیوان عدالت اداری که تحت عنوان قانون تشکیلات و آیین دادرسی دیوان عدالت اداری در سال ۱۳۹۲ به تصویب مجلس رسید.[۶۳]
12. لایحه نظارت انتظامی بر رفتار قضایی قضات که تحت عنوان قانون نظارت بر رفتار قضات در سال ۱۳۹۰ به تصویب مجلس رسید.[۶۴]
13. لایحه پیشگیری و مبارزه با جرائم مواد مخدر و روانگردان که تحت عنوان اصلاحیه قانون اصلاح قانون مبارزه با مواد مخدر در سال ۱۳۸۹ به تصویب مجمع تشخیص مصلحت نظام رسید.[۶۵]
14. لایحه حمایت از اطفال و نوجوانان که تحت عنوان قانون حمایت از اطفال و نوجوانان در سال ۱۳۹۷ در حال تصویب در مجلس می‌باشد.[۶۶]
15. لایحه اصلاح قانون آیین دادرسی مدنی
16. لایحه اصلاح قانون تعزیرات حکومتی
17. لایحه تجارت
18. لایحه آیین دادرسی تجاری
19. لایحه اصلاح قانون صدور چک
20. لایحه تشکیلات قضایی دادگستری و دیوانعالی کشور
21. لایحه قضازدایی و حذف برخی از عناوین مجرمانه از قوانین
22. لایحه تبدیل سازمان زندان‌ها و اقدامات تأمینی و تربیتی به سازمان اجرای احکام کیفری
23. لایحه اداری
24. لایحه وکالت دادگستری
25. لایحه مجازات‌های اجتماعی جایگزین زندان
26. لایحه تشکیل مرکز داوری و میانجیگری ایران
27. لایحه حمایت از بزه دیدگان
28. لایحه رسیدگی به جنایات بین‌المللی
29. لایحه پلیس قضایی

در مجلس دهم هشت لایحه در دستور بررسی قرار داشت که عبارتند از لایحه قانون تجارت، لایحه آئین دادرسی تجاری، لایحه اصلاح قانون آیین دادرسی مدنی، لایحه حمایت از کودکان و نوجوانان، لایحه تشکیل پلیس قضایی، لایحه جامع وکالت، لایحه حمایت از مالکیت صنعتی و لایحه قضازدایی و حذف برخی عناوین مجرمانه از قوانین

### مؤسس و رئیس هیئت امنا دانشگاه عدالت
وی مؤسس و رئیس هیئت امنای دانشگاه عدالت نیز بود.

### آثار
وی در زمینه‌های گوناگون کتاب‌هایی منتشر کرده‌است که برخی از آن‌ها به شرح زیر است:
- بحوث فی علم الاصول (تقریرات درس‌های اصول شهید صدر در ۷ جلد)
- اضواء و آراء: تعلیقات علی کتابنا بحوث فی علم الاصول (۳ جلد)
- دروس فی علم الاصول
- درسنامه اصول فقه (۵ جلد)
- قاعده الفراغ و التجاوز
- قراءات فقهیه معاصره (۲ جلد)
- بحوث فی الفقه الزکاه (۴ جلد)
- بحوث فی الفقه الخمس (۲ جلد)
- بحوث فی الفقه المضاربه
- بحوث فی الفقه الشرکه
- بحوث فی الفقه الزراعی
- کتاب الاجاره (۲ جلد)
- موسوعه الفقه الاسلامی طبقا لمذهب اهل البیت علیهم السلام (تاکنون ۳۲ جلد)
- فرهنگ فقه مطابق مذهب اهل بیت علیهم السلام (تاکنون ۵ جلد)
- معجم فقه الجواهر (۶ جلد)
- المعجم الفقهی لکتب الشیخ الطوسی (۶ جلد)
- موسوعه الفقه المقارن (تاکنون ۶ جلد)
- تحقیق و بازنگری کتاب الغدیر علامه امینی (چاپ جدید ۱۴ جلد)
- منهاج الصالحین
- مناسک الحج
- استفتائات فی الحج
- تدوین السیره النبویه و دراستها
- محاضرات فی الثورة الحسینیة
- الصوم، تربیة و هدایة
- بایسته‌های فقه جزا
- صحیفه عدالت
- توضیح المسائل
- استفتائات
- رساله احکام جوانان
- مناسک حج
- احکام عمره مفرده
- رسالت حسینی
- تفسیر آیه «مودت ذی القربی»
- حکومت اسلامی
- جهان‌بینی اسلامی و نقش عملی آن در حرکت انسان و تاریخ